# Scream Blacula Scream
Scream Blacula Scream è un film del 1973, diretto da Bob Kelljan. Si tratta del sequel del precedente Blacula. Il film, inedito in Italia, venne inserito nel libro Golden Turkey Awards come "Peggior film di Blaxploitation".

## Trama
La morente regina del vudù Mama Loa, sceglie come successore la sua apprendista adottata, Lisa Fortier, con grande sdegno dell'arrogante Willis, il figlio naturale ed erede designato.
In certa di vendetta, egli acquista le ossa di Mamuwalde il vampiro dall'ex sciamano del culto vudù, e ricorre a quest'ultimo per riportare in vita Blacula e porlo sotto il suo comando. Tuttavia, mentre resuscita Mamuwalde, viene morso dal vampiro appena risvegliato. Adesso è Willis a trovarsi sotto l'influsso del suo stesso incantesimo: trasformato in un vampiro assetato di sangue e, ironicamente, schiavo della creatura che lui stesso ha riportato alla vita e che voleva comandare.
Nel frattempo, Justin Carter, ex agente di polizia collezionista di antichi manufatti africani ed interessato all'occulto, inizia ad investigare su degli omicidi causati da Mamuwalde e dalla sua crescente orda di vampiri. Justin incontra Mamuwalde ad una festa da lui organizzata per mostrare agli amici la sua collezione di antichità africane prima di donarle al museo dell'università. I due discutono dei manufatti, sconosciuti a qualsiasi altro, provenienti dalla regione dell'Africa originaria di Mamuwalde, inclusi alcuni gioielli appartenuti alla sua defunta moglie Luva.
Alla festa Mamuwalde fa la conoscenza anche della fidanzata di Justin, Lisa Fortier, e scopre che Lisa è un'adepta del vudù. Lisa scopre la vera natura di Mamuwalde dopo che una sua amica, Gloria, è caduta vittima del morso del vampiro e si trasforma in un mostro che tenta di mangiarla; cosa che non accade solo grazie all'intervento dello stesso Mamuwalde. Il vampiro le chiede in seguito di aiutarlo a liberarsi della sua maledizione, curandolo dal vampirismo.
Justin, con l'aiuto del tenente Harley Dunlop della polizia di Los Angeles, mette insieme una squadra di poliziotti con lo scopo di recarsi a casa di Mamuwalde per investigare sui vari omicidi. Mentre Lisa è intenta ad eseguire il rituale per curare Mamuwalde, utilizzando una bambola vudù con le sue fattezze, Justin, Harley e gli agenti circondano la casa, e lottano contro i vampiri di Blacula. Willis resta ucciso durante l'assalto. Justin riesce a trovare Lisa e Mamuwalde ed interrompe il rituale. Lisa si rifiuta di aiutare Mamuwalde dopo aver assistito all'omicidio dei poliziotti da parte del vampiro dopo uno scatto d'ira.
Rendendosi conto che Lisa non è più disposta ad aiutarlo, Blacula/Mamuwalde rinnega la sua natura umana e decide di trasformare Justin in un vampiro. Urlando che l'uomo ormai è solo "Blacula", Lisa pugnala la bambola vudù del principe vampiro. Il morente Blacula emette strazianti urla di dolore.

## Accoglienza
Alla sua uscita il film ebbe recensioni del tutto negative. Il celebre critico Roger Ebert assegnò alla pellicola 1,5 stellette su 4 scrivendo: "Scream Blacula Scream dimostra in maniera evidente di essere stato realizzato in fretta e con un budget limitato, con effetti di luce poveri e una trama confusa". Venne comunque lodata l'interpretazione di Marshall.